# João (filho de Constantino)
João (em latim: Ioannis) foi um bizantino ativo em meados ou finais do século V. Era filho de certo Constantino, talvez o cônsul de 457 Constantino. Nada se sabe sobre ele, exceto que em data incerta foi candidato, junto do futuro imperador Anastácio I (r. 491–518) e de Paládio, à sé vacante de Antioquia.